# روح‌الله بیگدلی
روح الله بیگدلی (زاده ۱ فرودین ۱۳۶۳ در قزوین) بازیکن سابق فوتبال اهل ایران است که سابقه بازی در تیم‌های استقلال اهواز، مس کرمان، فولاد خوزستان ، فولاد نطنز و مس سرچشمه را دارد. 
وی در نیم فصل ۱۳۹۰ به تیم مس سرچشمه پیوست.

## محل تولد
وی زادهٔ ۱ فروردین ۱۳۶۳ در قزوین است.

## دوران باشگاهی
وی سابقه بازی در تیم های استقلال اهواز، مس کرمان،فولاد خوزستان، فولاد نطنزو مس سرچشمه را نیز دارد.

## لیست گل‌های به ثمر رسانده
| نوع رقابت                   | تیم خودی      | تیم حریف       | نتیجه | تعداد گل         |
| --------------------------- | ------------- | -------------- | ----- | ---------------- |
| لیگ برتر فوتبال ایران ۸۷-۸۶ | استقلال اهواز | برق شیراز      | ۱-۱   | ۱ (۳۷)           |
|                             | استقلال اهواز | صبای قم        | ۱-۴   | ۱ (۷۶)           |
|                             | استقلال اهواز | پرسپولیس تهران | ۱-۴   | ۱ (۴۰)           |
|                             | استقلال اهواز | راه آهن تهران  | ۳-۲   | ۱ (۹۰)           |
|                             | استقلال اهواز | ذوب آهن        | ۴-۲   | ۱ (۱۲)           |
|                             | استقلال اهواز | استقلال تهران  | ۳-۲   | ۱ (۲۱)           |
|                             | استقلال اهواز | ملوان          | ۰-۲   | ۱ (۳۰)           |
|                             | استقلال اهواز | برق شیراز      | ۰-۲   | ۲ (۲۶-۵۱)        |
|                             | استقلال اهواز | پگاه گیلان     | ۲-۳   | ۲ (۴۵-۴۹)        |
| لیگ برتر فوتبال ایران ۸۸-۸۷ | مس کرمان      | استقلال اهواز  | ۰-۴   | ۱ (۴۹ در یوتیوب) |
|                             | مس کرمان      | داماش گیلان    | ۲-۲   | ۱ (۱۵)           |
|                             | مس کرمان      | پیکان قزوین    | ۱-۱   | ۱ (۳۳)           |
|                             | مس کرمان      | پرسپولیس تهران | ۱-۱   | ۱ (۶۲ در یوتیوب) |
| لیگ برتر فوتبال ایران ۸۹-۸۸ | مس کرمان      | پرسپولیس تهران | ۳-۳   | ۱ (۵۵ در یوتیوب) |
|                             | مس کرمان      | ملوان          | ۲-۴   | ۱ (۸۷)           |
|                             | مس کرمان      | مقاومت سپاسی   | ۱-۱   | ۱ (۵۷)           |